# Mielichhoferia erecta
Mielichhoferia erecta là một loài rêu trong họ Bryaceae. Loài này được Lindb. Kindb. mô tả khoa học đầu tiên năm 1888.